# Полномочные представители президента Российской Федерации в палатах Федерального собрания Российской Федерации
Должность полномочного представителя президента Российской Федерации в Федеральном собрании введена в составе Администрации президента Российской Федерации указом президента от 18 января 1994 г. № 165.
Указом президента от 10 февраля 1996 г. № 167 вместо неё в составе Администрации президента введены должности полномочного представителя президента Российской Федерации в Совете Федерации Федерального собрания Российской Федерации и полномочного представителя президента Российской Федерации в Государственной думе Федерального собрания Российской Федерации.
Положение о полномочном представителе президента Российской Федерации в Федеральном собрании было утверждено распоряжением президента от 30 марта 1994 г. № 163-рп (признано утратившим силу указом президента от 10 февраля 1996 г. № 169). Согласно положению, полномочный представитель являлся по должности заместителем руководителя Администрации президента Российской Федерации.
Положение о полномочных представителях президента Российской Федерации в палатах Федерального собрания Российской Федерации было утверждено указом президента от 9 марта 1996 г. № 351 (признано утратившим силу указом президента от 22 июня 2004 г. № 792). Согласно положению, полномочные представители являлись по должности заместителями руководителя Администрации президента Российской Федерации.
Ныне действующее положение о полномочном представителе президента Российской Федерации в Совете Федерации Федерального собрания Российской Федерации и полномочном представителе президента Российской Федерации в Государственной думе Федерального собрания Российской Федерации утверждено указом президента от 22 июня 2004 г. № 792.
Указом президента от 30 апреля 2008 г. № 634 установлено, что замещение должностей федеральной государственной гражданской службы в Администрации президента Российской Федерации, назначение на которые производится президентом Российской Федерации, осуществляется федеральными государственными гражданскими служащими в течение срока исполнения президентом своих полномочий (таким образом, с момента вступления в должность президента Д. А. Медведева полномочные представители президента в палатах Федерального Собрания освобождались от своих должностей без принятия каких-либо специальных правовых актов). Указом президента от 7 мая 2008 г. № 718 федеральным государственным гражданским служащим Администрации президента Российской Федерации, назначенным на должности президентом Российской Федерации, прекратившим исполнение своих полномочий, поручено временно исполнять обязанности по замещаемым ими должностям впредь до осуществления президентом соответствующих назначений.
Ниже приводится список полномочных представителей президента Российской Федерации в палатах Федерального собрания (после даты назначения или освобождения от должности стоит номер указа президента, которым произведено назначение или освобождение от должности).

## Полномочный представитель президента Российской Федерации в Федеральном собрании
- Яковлев Александр Максимович (24 января 1994 г., № 178 — 5 февраля 1996 г., № 146)

## Полномочные представители президента Российской Федерации в Совете Федерации Федерального собрания Российской Федерации
- Слива Анатолий Яковлевич (10 февраля 1996 г., № 169 — 27 октября 1998 г., № 1307)
- Яров Юрий Федорович (7 декабря 1998 г., № 1490 — 13 апреля 1999 г., № 468)
- Хижняков Вячеслав Фадеевич (12 мая 1999 г., № 581 — 29 января 2000 г., № 126; по указу президента от 29 января 2000 г. № 127 впредь до вступления в должность вновь избранного президента исполнял обязанности полномочного представителя президента в Совете Федерации Федерального собрания Российской Федерации; 4 июня 2000 г., № 1029 — 5 апреля 2004 г., № 474)
- Котенков Александр Алексеевич (5 апреля 2004 г., № 475 — 7 мая 2008 г.; 14 мая 2008 г., № 784 — 7 мая 2012 г., 25 мая 2012 г., № 732 — 29 октября 2013 г., № 814)
- Муравьёв Артур Алексеевич (с 29 октября 2013 г., № 815)

## Полномочные представители президента Российской Федерации в Государственной думе Федерального собрания Российской Федерации
- Котенков Александр Алексеевич (10 февраля 1996 г., № 169 — 29 января 2000 г., № 122; по указу президента от 29 января 2000 г. № 123 впредь до вступления в должность вновь избранного президента исполнял обязанности полномочного представителя президента в Государственной думе Федерального собрания Российской Федерации; 5 июня 2000 г., № 1037 — 5 апреля 2004 г., № 475)
- Косопкин Александр Сергеевич (5 апреля 2004 г., № 476 — 7 мая 2008 г.; 14 мая 2008 г., № 782 — погиб в авиакатастрофе 9 января 2009 г.)
- Подавалов, Андрей Александрович (врио 21 января 2009 г., № 32-рп — 12 февраля 2009 г.)
- Минх Гарри Владимирович (12 февраля 2009 г., № 149 — 7 мая 2012 г., с 25 мая 2012 г., № 731)